# Georg Vetter (Kirchenlieddichter)
Georg Vetter (tschechisch Jiří Strejc; lateinisch Georgius Vetterus; * 1536 in Hohenstadt, Mähren; † 25. Januar 1599 in Groß Seelowitz) war ein böhmischer Prediger sowie Consenior der Unität der Böhmischen Brüder. Zudem verfasste er Kirchenlieder in Deutsch und Tschechisch und wirkte als Übersetzer theologischer Texte ins Tschechische.

## Leben
Nach vierjährigem Besuch der Brüderschule in Jungbunzlau immatrikulierte sich Georg Vetter am 5. Juli 1560 an der Universität Königsberg für das Fach Theologie und wechselte im folgenden Jahr an die Universität Tübingen. Dort erhielt er im Studienjahr 1562/63 ein Stipendium. Bereits 1566 wurden sechs seiner Kirchenlieder in das deutschsprachige Liederbuch „Kirchengeseng“ aufgenommen. Im selben Jahr gehörte Georg Vetter einer Gesandtschaft an, die dem böhmischen Landesherrn Kaiser Maximilian II. das Liederbuch überreichte. 1567 wurde er zum Priester geweiht und übernahm anschließend eine Stelle als Schulleiter sowie Prediger in Jungbunzlau. Später wirkte er in Weißwasser sowie in Mährisch Weißkirchen, wo er ohne Wissen seiner Vorgesetzten heiratete. Trotzdem wurde er 1575 in einen Ausschuss des Böhmischen Landtages entsandt, der über die Böhmische Konfession beraten sollte. Zwei Jahre später gehörte er dem „Engen Rat“ und somit dem Leitungsgremium der Böhmischen Brüder an. Nachdem sich in Weißkirchen Widerstand gegen sein selbstherrliches Handeln regte, wurde er nach Groß Seelowitz versetzt. Dort wurde er, nachdem er auf der Leipniker Synode Besserung gelobte, zum Consenior der Brüderunität gewählt.
Neben Kirchenliedern, die er zumeist in deutscher Sprache verfasste, wirkte er literarisch auch für die tschechische Sprache, u.  a. an der Übersetzung der Kralitzer Bibel. 1587 übersetzte er den Genfer Psalter und 1595 Calvins Institutio Christianae Religionis ins Tschechische. 
Georg Vetter, dessen Frau namentlich nicht bekannt ist, hatte mit ihr fünf Söhne. Einer von ihnen gab 1639 im Exil in Lissa ein Gesangbuch der Böhmischen Brüder heraus.

## Werke
- Mit Freuden zart zu dieser Fahrt (1566; Evangelisches Gesangbuch Nummer 108; die Anfangsbuchstaben der ursprünglich dreizehn Strophen ergaben als Akrostichon den Spruch „Mediator Jesus“ = „Jesus ist der Mittler“.)